# Cordylomera delahayei
Cordylomera delahayei es una especie de escarabajo longicornio del género Cordylomera, tribu Phoracanthini, subfamilia Cerambycinae. Fue descrita científicamente por Adlbauer en 2006.

## Descripción
Mide 13-14 milímetros de longitud.

## Distribución
Se distribuye por Gabón y República del Congo.